# Departamentos da Argentina

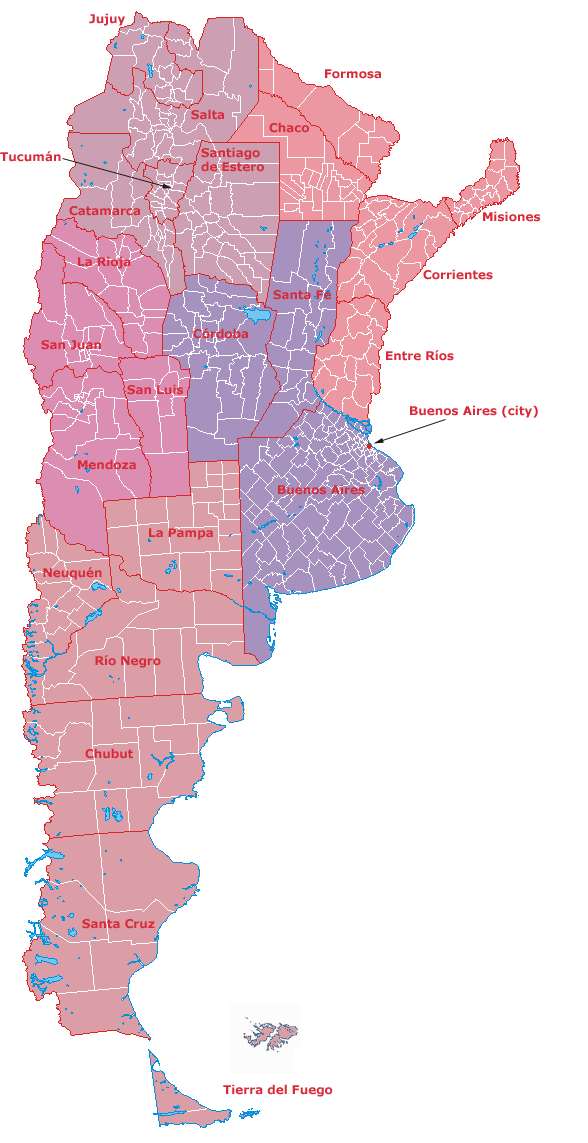
Mapa com os departamentos e partidos, exceto as ilhas em disputa e a Antártida Argentina.

Na Argentina os departamentos formam o segundo nível de divisão administrativa nas províncias. Na província de Buenos Aires é usado o termo Partidos por razões históricas e na cidade autónoma de Buenos Aires se denominam Comunas.
Existem atualmente 376 departamentos na argentina.

## Departamentos com o mesmo nome ou nomes semelhantes
Há vários departamentos dedicados Manuel Belgrano e José de San Martín com nomes semelhantes. Outros departamentos em diferentes províncias têm o mesmo nome. 

## Lista
| Departmento                   | Capital                             | Província                                         |
| Adolfo Alsina                 | Viedma                              | Rio Negro                                         |
| Aguirre                       | Villa General Mitre                 | Santiago del Estero                               |
| Albardón                      | Villa General San Martín            | San Juan                                          |
| Alberdi                       | Campo Gallo                         | Santiago del Estero                               |
| Almirante Brown               | Pampa del Infierno                  | Chaco                                             |
| Aluminé                       | Aluminé                             | Neuquén                                           |
| Ambato                        | La Puerta                           | Catamarca                                         |
| Ancasti                       | Ancasti                             | Catamarca                                         |
| Andalgalá                     | Andalgalá                           | Catamarca                                         |
| Angaco                        | El Salvador                         | San Juan                                          |
| Anta                          | Joaquín Víctor González             | Salta                                             |
| Antofagasta de la Sierra      | Antofagasta de la Sierra            | Catamarca                                         |
| Antártida Argentina           | —                                   | Terra do Fogo, Antártida e Ilhas do Atlântico Sul |
| Apóstoles                     | Apóstoles                           | Misiones                                          |
| Arauco                        | Aimogasta                           | La Rioja                                          |
| Atamisqui                     | Villa Atamisqui                     | Santiago del Estero                               |
| Atreucó                       | Macachín                            | La Pampa                                          |
| Avellaneda                    | Choele Choel                        | Río Negro                                         |
| Avellaneda                    | Herrera                             | Santiago del Estero                               |
| Ayacucho                      | San Francisco del Monte de Oro      | San Luis                                          |
| Añelo                         | Añelo                               | Neuquén                                           |
| Banda                         | La Banda                            | Santiago del Estero                               |
| Bariloche                     | San Carlos de Bariloche             | Río Negro                                         |
| Belgrano                      | Villa General Roca                  | San Luis                                          |
| Belgrano                      | Las Rosas                           | Santa Fé                                          |
| Belgrano                      | Bandera                             | Santiago del Estero                               |
| Bella Vista                   | Bella Vista                         | Corrientes                                        |
| Belén                         | Belén                               | Catamarca                                         |
| Bermejo                       | Laguna Yema                         | Formosa                                           |
| Bermejo                       | La Leonesa                          | Chaco                                             |
| Berón de Astrada              | San Antonio de Itatí                | Corrientes                                        |
| Biedma                        | Puerto Madryn                       | Chubut                                            |
| Burruyacú                     | Burruyacú                           | Tucumán                                           |
| Cachi                         | Cachi                               | Salta                                             |
| Cafayate                      | Cafayate                            | Salta                                             |
| Cainguás                      | Campo Grande                        | Misiones                                          |
| Calamuchita                   | San Agustín                         | Córdoba                                           |
| Caleu Caleu                   | La Adela                            | La Pampa                                          |
| Calingasta                    | Tamberías                           | San Juan                                          |
| Candelaria                    | Santa Ana                           | Misiones                                          |
| Capayán                       | Chumbicha                           | Catamarca                                         |
| Capital                       | Posadas                             | Misiones                                          |
| Capital                       | Corrientes                          | Corrientes                                        |
| Capital                       | Córdoba                             | Córdoba                                           |
| Capital                       | La Rioja                            | La Rioja                                          |
| Capital                       | Mendoza                             | Mendoza                                           |
| Capital                       | Salta                               | Salta                                             |
| Capital                       | San Fernando del Valle de Catamarca | Catamarca                                         |
| Capital                       | San Juan                            | San Juan                                          |
| Capital                       | San Miguel de Tucumán               | Tucumán                                           |
| Capital                       | Santa Rosa                          | La Pampa                                          |
| Capital                       | Santiago del Estero                 | Santiago del Estero                               |
| Caseros                       | Casilda                             | Santa Fé                                          |
| Castellanos                   | Rafaela                             | Santa Fé                                          |
| Castro Barros                 | Aminga                              | La Rioja                                          |
| Catán Lil                     | Las Coloradas                       | Neuquén                                           |
| Catriló                       | Catriló                             | La Pampa                                          |
| Caucete                       | Caucete                             | San Juan                                          |
| Cerrillos                     | Cerrillos (Salta)                   | Salta                                             |
| Chacabuco                     | Charata                             | Chaco                                             |
| Chacabuco                     | Conquarán                           | San Luis                                          |
| Chalileo                      | Santa Isabel                        | La Pampa                                          |
| Chamical                      | Chamical                            | La Rioja                                          |
| Chapaleufú                    | Intendente Alvear                   | La Pampa                                          |
| Chical Co                     | Algarrobo del Águila                | La Pampa                                          |
| Chicligasta                   | Concepción                          | Tucumán                                           |
| Chicoana                      | Chicoana                            | Salta                                             |
| Chilecito                     | Chilecito                           | La Rioja                                          |
| Chimbas                       | Villa Paula A. de Sarmiento         | San Juan                                          |
| Chos Malal                    | Chos Malal                          | Neuquén                                           |
| Choya                         | Frías                               | Santiago del Estero                               |
| Cochinoca                     | Abra Pampa                          | Jujuy                                             |
| Collón Curá                   | Piedra del Águila                   | Neuquén                                           |
| Colón                         | Colón                               | Entre Ríos                                        |
| Colón                         | Jesús María                         | Córdoba                                           |
| Comandante Fernández          | Presidencia Roque Sáenz Peña        | Chaco                                             |
| Concepción                    | Concepción                          | Corrientes                                        |
| Concepción                    | Concepción de la Sierra             | Misiones                                          |
| Concordia                     | Concordia                           | Entre Ríos                                        |
| Conesa                        | General Conesa                      | Río Negro                                         |
| Confluencia                   | Neuquén                             | Neuquén                                           |
| Conhelo                       | Eduardo Castex                      | La Pampa                                          |
| Constitución                  | Villa Constitución                  | Santa Fe                                          |
| Copo                          | Monte Quemado                       | Santiago del Estero                               |
| Coronel Felipe Varela         | Villa Unión                         | La Rioja                                          |
| Coronel Pringles              | La Toma                             | San Luis                                          |
| Corpen Aike                   | Puerto Santa Cruz                   | Santa Cruz                                        |
| Cruz Alta                     | Banda del Río Salí                  | Tucumán                                           |
| Cruz del Eje                  | Cruz del Eje                        | Córdoba                                           |
| Curacó                        | Puelches                            | La Pampa                                          |
| Curuzú Cuatiá                 | Curuzú Cuatiá                       | Corrientes                                        |
| Cushamen                      | Leleque                             | Chubut                                            |
| Deseado                       | Puerto Deseado                      | Santa Cruz                                        |
| Diamante                      | Diamante                            | Entre Ríos                                        |
| Doce de Octubre               | General Pinedo                      | Chaco                                             |
| Doctor Manuel Belgrano        | San Salvador de Jujuy               | Jujuy                                             |
| Dos de Abril                  | Hermoso Campo                       | Chaco                                             |
| El Alto                       | El Alto                             | Catamarca                                         |
| El Carmen                     | El Carmen                           | Jujuy                                             |
| El Cuy                        | El Cuy                              | Río Negro                                         |
| Eldorado                      | Eldorado                            | Misiones                                          |
| Empedrado                     | Empedrado                           | Corrientes                                        |
| Escalante                     | Comodoro Rivadavia                  | Chubut                                            |
| Esquina                       | Esquina                             | Corrientes                                        |
| Famaillá                      | Famaillá                            | Tucumán                                           |
| Famatina                      | Famatina                            | La Rioja                                          |
| Federación                    | Federación                          | Entre Ríos                                        |
| Federal                       | Federal                             | Entre Ríos                                        |
| Figueroa                      | La Cañada                           | Santiago del Estero                               |
| Florentino Ameghino           | Camarones                           | Chubut                                            |
| Formosa                       | Formosa                             | Formosa                                           |
| Fray Justo Santa María de Oro | Santa Sylvina                       | Chaco                                             |
| Fray Mamerto Esquiú           | San José                            | Catamarca                                         |
| Futaleufú                     | Esquel                              | Chubut                                            |
| Gaiman                        | Gaiman                              | Chubut                                            |
| Garay                         | Helvecia                            | Santa Fe                                          |
| Gastre                        | Gastre                              | Chubut                                            |
| General Alvear                | Alvear                              | Corrientes                                        |
| General Alvear                | General Alvear                      | Mendoza                                           |
| General Ángel V. Peñaloza     | Tama                                | La Rioja                                          |
| General Belgrano              | Corzuela                            | Chaco                                             |
| General Belgrano              | Olta                                | La Rioja                                          |
| General Donovan               | Makallé                             | Chaco                                             |
| General Güemes                | Juan José Castelli                  | Chaco                                             |
| General Güemes                | General Güemes                      | Salta                                             |
| General José de San Martín    | Tartagal                            | Salta                                             |
| General Juan Facundo Quiroga  | Malanzán                            | La Rioja                                          |
| General Lamadrid              | Villa Castelli                      | La Rioja                                          |
| General López                 | Melincué                            | Santa Fe                                          |
| General Manuel Belgrano       | Bernardo de Irigoyen                | Misiones                                          |
| General Obligado              | Reconquista                         | Santa Fe                                          |
| General Ocampo                | Villa Santa Rita de Catuna          | La Rioja                                          |
| General Paz                   | Caá Catí                            | Corrientes                                        |
| General Pedernera             | Villa Mercedes                      | San Luis                                          |
| General Roca                  | Villa Huidobro                      | Córdoba                                           |
| General Roca                  | General Roca                        | Río Negro                                         |
| General San Martín            | Villa María                         | Córdoba                                           |
| General San Martín            | Ulapes                              | La Rioja                                          |
| General Taboada               | Añatuya                             | Santiago del Estero                               |
| Gobernador Dupuy              | Buena Esperanza                     | San Luis                                          |
| Godoy Cruz                    | Godoy Cruz                          | Mendoza                                           |
| Goya                          | Goya                                | Corrientes                                        |
| Graneros                      | Graneros                            | Tucumán                                           |
| Guachipas                     | Guachipas                           | Salta                                             |
| Gualeguay                     | Gualeguay                           | Entre Ríos                                        |
| Gualeguaychú                  | Gualeguaychú                        | Entre Ríos                                        |
| Guaraní                       | El Soberbio                         | Misiones                                          |
| Guasayán                      | San Pedro de Guasayán               | Santiago del Estero                               |
| Guatraché                     | Guatraché                           | La Pampa                                          |
| Guaymallén                    | Villa Nueva                         | Mendoza                                           |
| Güer Aike                     | Río Gallegos                        | Santa Cruz                                        |
| Huncal                        | Bernasconi                          | La Pampa                                          |
| Huiliches                     | Junín de los Andes                  | Neuquén                                           |
| Humahuaca                     | Humahuaca                           | Jujuy                                             |
| Iglesia                       | Rodeo                               | San Juan                                          |
| Iguazú                        | Puerto Esperanza                    | Misiones                                          |
| Independencia                 | Campo Largo                         | Chaco                                             |
| Independencia                 | Patquía                             | La Rioja                                          |
| Iriondo                       | Cañada de Gómez                     | Santa Fe                                          |
| Iruya                         | Iruya                               | Salta                                             |
| Ischilín                      | Deán Funes                          | Córdoba                                           |
| Islas del Atlántico Sur       | —                                   | Tierra del Fuego                                  |
| Islas del Ibicuy              | Villa Paranacito                    | Entre Ríos                                        |
| Itatí                         | Itatí                               | Corrientes                                        |
| Ituzaingó                     | Ituzaingó                           | Corrientes                                        |
| Jáchal                        | San José de Jáchal                  | San Juan                                          |
| Jiménez                       | Pozo Hondo                          | Santiago del Estero                               |
| Juan Bautista Alberdi         | Juan Bautista Alberdi               | Tucumán                                           |
| Juan Felipe Ibarra            | Suncho Corral                       | Santiago del Estero                               |
| Juárez Celman                 | La Carlota                          | Córdoba                                           |
| Junín Department              | Junín                               | Mendoza                                           |
| Junín                         | Santa Rosa de Conlara               | San Luis                                          |
| La Caldera                    | La Caldera                          | Salta                                             |
| La Candelaria                 | La Candelaria                       | Salta                                             |
| La Capital                    | San Luis                            | San Luis                                          |
| La Capital                    | Santa Fe                            | Santa Fe                                          |
| La Cocha                      | La Cocha                            | Tucumán                                           |
| La Paz                        | Recreo                              | Catamarca                                         |
| La Paz                        | La Paz                              | Entre Ríos                                        |
| La Paz                        | La Paz                              | Mendoza                                           |
| La Poma                       | La Poma                             | Salta                                             |
| La Viña                       | La Viña                             | Salta                                             |
| Lácar                         | San Martín de Los Andes             | Neuquén                                           |
| Lago Argentino                | El Calafate                         | Santa Cruz                                        |
| Lago Buenos Aires             | Perito Moreno                       | Santa Cruz                                        |
| Laishí                        | San Francisco de Laishí             | Formosa                                           |
| Languiñeo                     | Tecka                               | Chubut                                            |
| Las Colonias                  | Esperanza                           | Santa Fe                                          |
| Las Heras                     | Las Heras                           | Mendoza                                           |
| Lavalle                       | Lavalle                             | Corrientes                                        |
| Lavalle                       | Villa Tulumaya                      | Mendoza                                           |
| Leales                        | Bella Vista                         | Tucumán                                           |
| Leandro N. Alem               | Leandro N. Alem                     | Misiones                                          |
| Ledesma                       | Libertador General San Martín       | Jujuy                                             |
| Libertad                      | Puerto Tirol                        | Chaco                                             |
| Libertador General San Martín | General José de San Martín          | Chaco                                             |
| Libertador General San Martín | Puerto Rico                         | Misiones                                          |
| Libertador General San Martín | Libertador General San Martín       | San Luis                                          |
| Lihué Calel                   | Cuchillo-Có                         | La Pampa                                          |
| Limay Mahuida                 | Limay Mahuida                       | La Pampa                                          |
| Loncopué                      | Loncopué                            | Neuquén                                           |
| Loreto                        | Loreto                              | Santiago del Estero                               |
| Los Andes                     | San Antonio de los Cobres           | Salta                                             |
| Los Lagos                     | Villa la Angostura                  | Neuquén                                           |
| Loventué                      | Victorica                           | La Pampa                                          |
| Luján de Cuyo                 | Luján de Cuyo                       | Mendoza                                           |
| Lules                         | Lules                               | Tucumán                                           |
| Magallanes                    | Puerto San Julián                   | Santa Cruz                                        |
| Maipú                         | Tres Isletas                        | Chaco                                             |
| Maipú                         | Maipú                               | Mendoza                                           |
| Malargüe                      | Malargüe                            | Mendoza                                           |
| Maracó                        | General Pico                        | La Pampa                                          |
| Marcos Juárez                 | Marcos Juárez                       | Córdoba                                           |
| Mártires                      | Las Plumas                          | Chubut                                            |
| Matacos                       | Ingeniero Suárez                    | Formosa                                           |
| Mayor Luis Jorge Fontana      | Villa Ángela                        | Chaco                                             |
| Mburucuyá                     | Mburucuyá                           | Corrientes                                        |
| Mercedes                      | Mercedes                            | Corrientes                                        |
| Metán                         | San José de Metán                   | Salta                                             |
| Minas                         | San Carlos Minas                    | Córdoba                                           |
| Minas                         | Andacoyo                            | Neuquén                                           |
| Mitre                         | Villa Unión                         | Santiago del Estero                               |
| Molinos                       | Molinos                             | Salta                                             |
| Monte Caseros                 | Monte Caseros                       | Corrientes                                        |
| Montecarlo                    | Montecarlo                          | Misiones                                          |
| Monteros                      | Monteros                            | Tucumán                                           |
| Moreno                        | Quimilí                             | Santiago del Estero                               |
| Nogoyá                        | Nogoyá                              | Entre Ríos                                        |
| Nueve de Julio                | Las Breñas                          | Chaco                                             |
| Nueve de Julio                | Sierra Colorada                     | Río Negro                                         |
| Nueve de Julio                | 9 de Julio                          | San Juan                                          |
| Nueve de Julio                | Tostado                             | Santa Fe                                          |
| Nueve de Julio                | Las Breñas                          | Chaco                                             |
| Ñorquin                       | El Huecú                            | Neuquén                                           |
| Ñorquincó                     | Ñorquincó                           | Río Negro                                         |
| O'Higgins                     | San Bernardo                        | Chaco                                             |
| Oberá                         | Oberá                               | Misiones                                          |
| Ojo de Agua                   | Villa Ojo de Agua                   | Santiago del Estero                               |
| Orán                          | San Ramón de la Nueva Orán          | Salta                                             |
| Paclín                        | La Merced                           | Catamarca                                         |
| Palpalá                       | Palpalá                             | Jujuy                                             |
| Paraná                        | Paraná                              | Entre Ríos                                        |
| Paso de Indios                | Paso de Indios                      | Chubut                                            |
| Paso de los Libres            | Paso de los Libres                  | Corrientes                                        |
| Patiño                        | Comandante Fontana                  | Formosa                                           |
| Pehuenches                    | Buta Ranquil                        | Neuquén                                           |
| Pellegrini                    | La Fragua (?)                       | Santiago del Estero                               |
| Pichi Mahiuda                 | Río Colorado                        | Río Negro                                         |
| Picunches                     | Las Lajas                           | Neuquén                                           |
| Picún Leufú                   | Picún Leufú                         | Neuquén                                           |
| Pilagás                       | El Espinillo                        | Formosa                                           |
| Pilcaniyeu                    | Pilcaniyeu                          | Río Negro                                         |
| Pilcomayo                     | Clorinda                            | Formosa                                           |
| Pirané                        | Pirané                              | Formosa                                           |
| Pocho                         | Salsacate                           | Córdoba                                           |
| Pocito                        | Villa Aberastain                    | San Juan                                          |
| Pomán                         | Saujil                              | Catamarca                                         |
| Presidencia de la Plaza       | Presidente de la Plaza              | Chaco                                             |
| Presidente Roque Sáenz Peña   | Laboulaye                           | Córdoba                                           |
| Primero de Mayo               | Margarita Belén                     | Chaco                                             |
| Puelén                        | Veinticinco de Mayo                 | La Pampa                                          |
| Punilla                       | Cosquín                             | Córdoba                                           |
| Quebrachos                    | Sumampa                             | Santiago del Estero                               |
| Quemú Quemú                   | Quemú Quemú                         | La Pampa                                          |
| Quitilipi                     | Quitilipi                           | Chaco                                             |
| Ramón Lista                   | General Mosconi                     | Formosa                                           |
| Rancul                        | Parera                              | La Pampa                                          |
| Rawson                        | Rawson                              | Chubut                                            |
| Rawson                        | Villa Krause                        | San Juan                                          |
| Realicó                       | Realicó                             | La Pampa                                          |
| Rinconada                     | Rinconada                           | Jujuy                                             |
| Rivadavia                     | Rivadavia                           | San Juan                                          |
| Rivadavia                     | Selva                               | Santiago del Estero                               |
| Rivadavia                     | Rivadavia                           | Mendoza                                           |
| Rivadavia                     | Rivadavia                           | Salta                                             |
| Robles                        | Fernández                           | Santiago del Estero                               |
| Rosario                       | Rosário                             | Santa Fe                                          |
| Rosario Vera Peñaloza         | Chepes                              | La Rioja                                          |
| Rosario de Lerma              | Rosario de Lerma                    | Salta                                             |
| Rosario de la Frontera        | Rosario de la Frontera              | Salta                                             |
| Río Chico                     | Gobernador Gregores                 | Santa Cruz                                        |
| Río Chico                     | Aguilares                           | Tucumán                                           |
| Río Cuarto                    | Río Cuarto                          | Córdoba                                           |
| Río Grande                    | Río Grande                          | Tierra del Fuego                                  |
| Río Hondo                     | Termas de Río Hondo                 | Santiago del Estero                               |
| Río Primero                   | Santa Rosa de Río Primero           | Córdoba                                           |
| Río Seco                      | Villa de María del Río Seco         | Córdoba                                           |
| Río Segundo                   | Villa del Rosario                   | Córdoba                                           |
| Río Senguer                   | Alto Río Senguer                    | Chubut                                            |
| Saladas                       | Saladas                             | Corrientes                                        |
| Salavina                      | Los Telares                         | Santiago del Estero                               |
| San Alberto                   | Villa Cura Brochero                 | Córdoba                                           |
| San Antonio                   | San Antonio                         | Jujuy                                             |
| San Antonio                   | San Antonio Oeste                   | Río Negro                                         |
| San Blas de los Sauces        | San Blas                            | La Rioja                                          |
| San Carlos                    | San Carlos                          | Mendoza                                           |
| San Carlos                    | San Carlos                          | Salta                                             |
| San Cosme                     | San Cosme                           | Corrientes                                        |
| San Cristóbal                 | San Cristóbal                       | Santa Fe                                          |
| San Fernando                  | Resistencia                         | Chaco                                             |
| San Ignacio                   | San Ignacio                         | Misiones                                          |
| San Javier                    | Villa Dolores                       | Córdoba                                           |
| San Javier                    | San Javier                          | Misiones                                          |
| San Javier                    | San Javier                          | Santa Fe                                          |
| San Jerónimo                  | Coronda                             | Santa Fe                                          |
| San José de Feliciano         | San José de Feliciano               | Entre Ríos                                        |
| San Justo                     | San Francisco, Córdoba              | Córdoba                                           |
| San Justo                     | San Justo                           | Santa Fe                                          |
| San Lorenzo                   | Villa Berthet                       | Chaco                                             |
| San Lorenzo                   | San Lorenzo                         | Santa Fe                                          |
| San Luis del Palmar           | San Luis del Palmar                 | Corrientes                                        |
| San Martín                    | La Cruz                             | Corrientes                                        |
| San Martín                    | San Martín                          | Mendoza                                           |
| San Martín                    | Villa San Martín                    | San Juan                                          |
| San Martín                    | Sastre                              | Santa Fe                                          |
| San Martín                    | Brea Pozo                           | Santiago del Estero                               |
| San Miguel                    | San Miguel                          | Corrientes                                        |
| San Pedro                     | San Pedro de Jujuy                  | Jujuy                                             |
| San Pedro                     | San Pedro                           | Misiones                                          |
| San Rafael                    | San Rafael                          | Mendoza                                           |
| San Roque                     | San Roque                           | Corrientes                                        |
| San Salvador                  | San Salvador                        | Entre Ríos                                        |
| Sanagasta                     | Villa Sanagasta                     | La Rioja                                          |
| Santa Bárbara                 | Santa Clara                         | Jujuy                                             |
| Santa Catalina                | Santa Catalina                      | Jujuy                                             |
| Santa Lucía                   | Santa Lucía                         | San Juan                                          |
| Santa María                   | Santa María                         | Catamarca                                         |
| Santa María                   | Alta Gracia                         | Córdoba                                           |
| Santa Rosa                    | Bañado de Ovanta                    | Catamarca                                         |
| Santa Rosa                    | Santa Rosa                          | Mendoza                                           |
| Santa Victoria                | Santa Victoria Oeste                | Salta                                             |
| Santo Tomé                    | Santo Tomé                          | Corrientes                                        |
| Sargento Cabral               | Colonia Elisa                       | Chaco                                             |
| Sarmiento                     | Sarmiento                           | Chubut                                            |
| Sarmiento                     | Media Agua                          | San Juan                                          |
| Sarmiento                     | Garza                               | Santiago del Estero                               |
| Sauce                         | Sauce                               | Corrientes                                        |
| Silípica                      | Arraga                              | Santiago del Estero                               |
| Simoca                        | Simoca                              | Tucumán                                           |
| Sobremonte                    | San Francisco del Chañar            | Córdoba                                           |
| Susques                       | Susques                             | Jujuy                                             |
| Tafí del Valle                | Tafí del Valle                      | Tucumán                                           |
| Tafí Viejo                    | Tafí Viejo                          | Tucumán                                           |
| Tala                          | Rosario del Tala                    | Entre Ríos                                        |
| Tapenagá                      | Charadai                            | Chaco                                             |
| Tehuelches                    | José de San Martín                  | Chubut                                            |
| Telsen                        | Telsen                              | Chubut                                            |
| Tercero Arriba                | Oliva                               | Córdoba                                           |
| Tilcara                       | Tilcara                             | Jujuy                                             |
| Tinogasta                     | Tinogasta                           | Catamarca                                         |
| Toay                          | Toay                                | La Pampa                                          |
| Totoral                       | Villa del Totoral                   | Córdoba                                           |
| Trancas                       | Trancas                             | Tucumán                                           |
| Trenel                        | Trenel                              | La Pampa                                          |
| Tulumba                       | Villa Tulumba                       | Córdoba                                           |
| Tumbaya                       | Tumbaya                             | Jujuy                                             |
| Tunuyán                       | Tunuyán                             | Mendoza                                           |
| Tupungato                     | Tupungato                           | Mendoza                                           |
| Ullum                         | Villa Ibáñez                        | San Juan                                          |
| Unión                         | Bell Ville                          | Córdoba                                           |
| Uruguay                       | Concepción del Uruguay              | Entre Ríos                                        |
| Ushuaia                       | Ushuaia                             | Tierra del Fuego                                  |
| Utracán                       | General Acha                        | La Pampa                                          |
| Valcheta                      | Valcheta                            | Río Negro                                         |
| Valle Fértil                  | San Agustín                         | San Juan                                          |
| Valle Grande                  | Valle Grande                        | Jujuy                                             |
| Valle Viejo                   | San Isidro                          | Catamarca                                         |
| Veinticinco de Mayo           | Machacai                            | Chaco                                             |
| Veinticinco de Mayo           | Alba Posse                          | Misiones                                          |
| Veinticinco de Mayo           | Maquinchao                          | Río Negro                                         |
| Veinticinco de Mayo           | Villa Santa Rosa                    | San Juan                                          |
| Vera                          | Vera                                | Santa Fe                                          |
| Victoria                      | Victoria                            | Entre Ríos                                        |
| Villaguay                     | Villaguay                           | Entre Ríos                                        |
| Vinchina                      | Villa San José de Vinchina          | La Rioja                                          |
| Yavi                          | La Quiaca                           | Jujuy                                             |
| Yerba Buena                   | Yerba Buena                         | Tucumán                                           |
| Zapala                        | Zapala                              | Neuquén                                           |
| Zonda                         | Villa Basilio Nievas (ou Zonda)     | San Juan                                          |